# Švédské šance (Chloumek)
Švédské šance u Chloumku jsou hradiště severně od Chloumku, části města Dobrovice v okrese Mladá Boleslav, ležící v nadmořské výšce 365 metrů. První doklady o užívání areálu pocházejí z eneolitu. Dále byl využíván také v pozdní době bronzové a v raném středověku. Od roku 1967 je hradiště památkově chráněno Roku 2000 bylo okolí prohlášeno přírodním parkem. Plocha zaniklého hradiště je dnes zemědělsky využívána.

## Historie
Tradiční interpretací názvu je domněnka, že v těchto místech se mohlo nacházet švédské ležení během třicetileté války.
Jelikož na chloumeckých Švédských šancích nebyl dosud proveden zevrubnější archeologický výzkum, známe historii osídlení hradiště jen díky nahodilým archeologickým nálezům, na základě nichž se usuzuje, že byla lokalita využívána od eneolitu. Během mladší a pozdní doby bronzové snad bylo vybudováno opevněné hradiště, ale jeho případná fortifikace byla překryta v době hradištní.
Hradiště se nachází na hřbetu, jenž okolní krajinu převyšuje o 100–120 metrů. Dochované mohutné opevnění vzniklo snad v 8. století, ale pravděpodobně už v první polovině 10. století bylo hradiště opuštěno. Zánik hradiště je ve Widukindových Dějinách Sasů spojován s rokem 963, kdy mělo být dobyto knížetem Boleslavem I. Spojení událost s lokalitou je ovšem sporné. Ozbrojený konflikt mezi Přemyslovci a jejich sousedy v dané ale probíhal a Přemyslovci si později své mocenské sídlo přenesli na soutok Jizery s Klenicí, kde byl později vystavěn mladoboleslavský hrad.
Šířka opevnění mezi valem a příkopem činí čtyřicet metrů a výška od koruny valu po dno příkopu jedenáct metrů. V severní části se na hradiště, které zaujímá plochu čtyř hektarů, napojuje domnělé předhradí. Jeho existenci dokládají stupňovitě oddělené terasy, které jsou zarostlé lesní vegetací, a objevený val o délce 400 metrů. Ve středu plochy hradiště se nachází vyvýšené místo, jež poskytlo nejvíce archeologických artefaktů, objevených např. v 19. století Josefem Ladislavem Píčem.
Nejasná je souvislost chloumeckého hradiště s nedalekým zaniklým hradem na Chlumu.

## Dobrovický beránek
I přestože v místě zaniklého hradiště probíhaly jen povrchové sběry, byla zde amatérským archeologem o Velikonocích roku 1992 objevena pálená soška berana z doby kolem roku 3500 př. n. l. Artefakt je vystaven v dobrovickém muzeu.